# Boubacar Hamadoun Kébé
Pour les articles homonymes, voir Kébé.
Ne doit pas être confondu avec Boubacar Kébé.
Boubacar Hamadoun Kébé, né en 1954 à Sareyamou dans le cercle de Diré, est un homme politique malien, ministre de la Culture dans le gouvernement 2 de Cheick Modibo Diarra formé le 20 août 2012.  
Administrateur civil de fonction, Boubacar Hamadoun Kébé a travaillé successivement au :
- cabinet du ministère chargé des Relations avec les Institutions et les partis politiques ;
- ministère délégué à la Réforme de l’État et aux Relations avec les Institutions ;
- ministère de l’Administration territoriale et des Collectivités locales ;
- ministère du Travail et de la Fonction publique.

Juriste (droit du travail), Boubacar Hamadoun Kébé est l’auteur de publications dans le domaine du travail et de la fonction publique dont:
Pluralisme syndical et politique au Mali et Analyse critique du Code du travail du Mali et des conventions collectives.
Le nouveau ministre de la Culture est issu de la Confédération syndicale des travailleurs du Mali (CSTM). À ce titre, il représente la Coordination des organisations patriotiques du Mali (COPAM) dans le gouvernement d’union nationale. 
Boubacar Hamadoun Kébé est médaillé du Mérite national avec effigie abeille.

## Sources
- Ministre de la culture : Boubacar Hamadoun Kébé